# Žiješ jenom dvakrát
Žiješ jenom dvakrát (v originále You Only Live Twice) je v pořadí pátý film o Jamesi Bondovi z roku 1967. Scénář napsal na základě dvanáctého románu spisovatele Iana Fleminga (1964) Roald Dahl. Je to první bondovka, u které se autor scénáře výrazně odpoutal od Flemingovy předlohy a vytvořil (při zachování některých jejích kulis) zcela nový příběh.

## Zajímavosti
Pátá bondovka se jen lehce inspirovala knihou Iana Fleminga a je v tomto ohledu první v sérii. Kromě zachování japonského prostředí a některých postav se ale jedná o dost rozdílné příběhy. Oproti jiným bondovkám, které se velice často odehrávají v Anglii, Rusku nebo USA, je téměř celý film zasazen do Japonska. Zobrazeno je v nevídané míře i Bondovo přátelství s Tanakou (agent Felix Leiter je například vždy jenom Bondův pomocník).
Známý český herec Jan Werich dostal při své návštěvě v Paříži na filmovém festivalu nabídku od anglického producenta Harryho Saltzmana na roli zlého muže Blofelda, Bondova protiháče. Werich skutečně do Londýna přijel a film roztočil, ale režie se po několika dnech rozhodla, že se pro svůj dobrácký vzhled do tak záporné role vlastně nehodí. (Sám Werich v korespondenci s Voskovcem píše, že odmítl „dělat monstrum“.) Existuje několik fotografií z natáčení a ve filmu pravděpodobně také zůstala scéna s Werichem/Blofeldem, sedícím v křesle zády ke kameře. Do role Blofelda byl poté angažován Donald Pleasence. Werich se vrátil do Prahy 22. listopadu 1966, přičemž jako oficiální důvod bylo uvedeno náhlé onemocnění.

## Děj
Z oběžné dráhy zmizela americká družice, což naruší vztahy mezi Spojenými státy a Sovětským Svazem. Na obzoru se rýsuje III. světová válka. Stopy ke spadnuvší družici a organizaci SPECTRE vedou do Japonska. Tady Bond potkává svůj japonský protějšek, agentku Kissy Suzuki, jejíž pomoc v tajemné zemi potřebuje.

## Osoby a obsazení
- James Bond — Sean Connery
- Aki — Akiko Wakabajaši
- Kissy Suzuki — Mie Hama
- Ernst Stavro Blofeld — Donald Pleasence
- Helga Brandt — Karin Dor
- Tiger Tanaka — Tetsuro Tamba
- Mr. Osato — Teru Shimada
- M — Bernard Lee
- Moneypenny — Lois Maxwellová
- Q — Desmond Llewelyn
- Henderson — Charles Gray
- Ling — Tsai Chin

## Soundtrack
Hudbu k filmu složil John Barry. V té době to byla jeho čtvrtá bondovka. Ústřední melodii „Žiješ jenom dvakrát“ nazpívala Nancy Sinatra (dcera Franka Sinatry), která se tak stala prvním nebritským interpretem bondovek.